# آلان فورد (شناگر)
آلان فورد (به انگلیسی: Alan Ford) (زادهٔ ۷ دسامبر ۱۹۲۳) شناگر اهل ایالات متحده آمریکا است.